# 書目療法
圖書醫療法（Bibliotherapy）一詞源自希臘語Biblion（即圖書）與Oepatteid（即治療、復原）之組合。係指使用圖書及相關資料於病患之治療。它是一種選擇性活動。在專業人員的指導下，採用計畫、指導、控制的閱讀方式，藉由讀者與文獻的互動，以減輕其心理或其他方面的問題。
最早使用書籍作為醫療輔助的紀錄出現於13世紀，當時已有醫院聘請回教神職人員為病人誦讀古蘭經。早期宗教的力量是圖書醫療法的主流，而聖經亦被證實是最具效力者之一。至19世紀圖書醫療法被廣泛地實施，使用的書籍不再局限於宗教類，且有醫師以開列書單的方式，為精神失常者治病。
至20世紀，此醫療法的發展更為蓬勃，對它的研究則由純狂熱，而朝向藝術、科學等方面探討。1961年韋氏字典（Webster Dictionary）更將其收錄為通俗字。
圖書醫療法主要運用於精神、情緒失控即社會適應不良之治療過程，採用閱讀的方式來解除這類病患的困擾。所以圖書醫療法其實是一種以圖書資料為媒介的溝通過程，藉著良好的治療氣氛，使病患不排斥治療。在實施上可採用個別治療法及團體治療法，前者著重個案分析，後者則著重團體影響力的運用。

## 基本理念
1.轉移患者的注意力，將他的精神自不健全的思想、妄想、錯覺中溢出。
2.觸動患者的感情，引發其共鳴，經由投射作用，使病患能從書籍中回憶其相似經驗，讓受阻的情緒得以宣洩。
3.予患者適當地支持與關懷，在潛移默化建立自信。
4.協助患者自我控制，藉著閱讀的滿足與快感，使他以積極的態度面對社會，並能有效管理自己的行為。

## 應用
應用圖書醫療法的機構有學校、醫院、療養院、成人教育中心、圖書館、監獄等。圖書館員參與此醫療工作，始於20世紀初期。在與醫護、輔導人員密切合作下，館員主要的責任是收集圖書資料，並提供讀者顧問服務（Reader's Advisory Service），還要策劃並執行激勵性活動，以及觀察、紀錄患者的閱讀過程等。目前圖書醫療法已涵蓋各類型的非書資料。

## 同義詞
書目療法、讀書治療、閱讀治療、圖書治療法、文獻治療、資訊治療